# カルメン純情す
『カルメン純情す』（カルメンじゅんじょうす）は、1952年に松竹大船撮影所が製作した、木下惠介監督の日本映画である。モノクロ作品。

## 概要
日本初のカラー映画『カルメン故郷に帰る』の続編として製作された映画。ストリッパーであるカルメンと芸術家の恋を軸に、再軍備論争など日本独立直前の世相も盛り込んだ風刺喜劇である。ジョルジュ・ビゼーの『カルメン』がBGMとして使われているほか、「画面が傾く」(カメラを傾ける)という独特の演出が多用された。第26回キネマ旬報ベスト・テン第5位。DVDがリリースされている。

## あらすじ
浅草に戻り「踊り子」としての仕事を再開したカルメンの元に、赤ん坊を抱いた朱美が転がり込んでくる。生活が苦しい朱美とカルメンは赤ん坊を資産家の元に置き去りにするが、思い直しその場に戻る。そこで赤ん坊を預かっていた芸術家の男、須藤一（すどう はじめ）と出会う。その後、アトリエに招かれたカルメンはその芸術?に感動し、ヌードモデルを引き受ける。しかし、須藤は女癖が悪く、家の財産を使い果たしてしまうようなダメ男で、しかも土地目当てに千鳥という女と婚約していた。そんな中、須藤は千鳥の母である熊子夫人から「おなごのための講演会」に呼ばれるのだが…。

## スタッフ
- 監督・脚本：木下惠介
- 製作：小倉武志
- 撮影：楠田浩之
- 音楽：ジョルジュ・ビゼー、黛敏郎、木下忠司
- 美術：浜田辰雄
- 編集：杉原よ志
- 照明：豊島良三
- 録音：大野久男
- 助監督：川頭義郎、松山善三
- 録音助手：西崎英雄

## キャスト
- リリー・カルメン：高峰秀子
浅草のストリッパー。自分は芸術家であると信じてやまない。
- 須藤一：若原雅夫
前衛芸術家。
- 千鳥：淡島千景
熊子の娘。須藤の婚約者。
- マヤ朱美：小林トシ子
カルメンの友人。
- 佐竹熊子：三好栄子
「日本精神党」の保守系の政治家。あご髭が生えている。
- 女中きく：東山千栄子
須藤家に仕える女中。何でも原爆に結びつけて話をする。通称「原爆ばあさん」
- 須藤の母：村瀬幸子
- ラッキーの親爺：坂本武
食堂・ラッキーの主人。ダンス教室も経営する。
- 野村：日守新一
カルメンの住むアパートの管理人。
- 須藤の父：斎藤達雄
- 役者：堺駿二
カルメンの相手役の人。
- ポン引きの女：望月優子
- 劇場のマネージャー：多々良純
カルメンが踊る劇場のマネージャー。
- 朱美の彼氏：磯野秋雄
朱美を捨てた男。熊子の演説に野次を飛ばす。
- 牛島：増田順二
須藤の友人。
- 新島：須賀不二男
須藤の友人。
- ラッキーの親父の女房：高松栄子
カルメンのダンスの練習を見学する亭主にヤキモチを焼く。
- 細井レイ子：北原三枝
須藤の元彼女。
- 山下：竹田法一
熊子の召使い。元軍曹で、未だに軍隊口調で動いている。
- 紅沢葉子
- 青木富夫
- 手代木國男

## 主題歌
- カルメン純情す：作詞 - 木下忠司 / 作曲 -黛敏郎 / 歌 - 織井茂子